# ترنینگز، شهرستان کیلدر
ترنینگز، شهرستان کیلدر (به انگلیسی: Turnings, County Kildare) یک منطقهٔ مسکونی در ایرلند است که در شهرستان کیلدر واقع شده‌است.

## خصوصیات
ترنینگز ۷۰ متر بالاتر از سطح دریا واقع شده‌است.